# Balzac, the Open Sky
Balzac, the Open Sky je černobílá fotografie pořízená americkým fotografem Edwardem Steichenem v roce 1908. Fotografie je součástí série vytvořené Steichenem, která zobrazuje sochu Honoré de Balzaca od Augusta Rodina, vyrobenou ze sádry v roce 1898. Socha byla nakonec odlita z bronzu a slavnostně vystavena v Paříži v roce 1939.

## Historie a popis
Rodin byl pověřen zhotovit Balzacovu sochu v roce 1891 společností Société des Gens de Lettres, ale v roce 1898 ji odmítli, protože nesouhlasili s jeho stylem. Francouzský sochař již dříve se Steichenem spolupracoval, když ho v roce 1908 pozval, aby pořídil několik fotografií jeho sochy, v naději, že pro své dílo získá větší uznání. Steichen o soše řekl: „Nebyla to jen socha muže; bylo to samotné ztělesnění pocty géniovi. Vypadalo to, jako by hora ožila."
Steichen si myslel, že sádrová socha vypadá ve dne drsně a křídově bíle, a tak se Rodin rozhodl přesunout ji do zahrady, kde byla postavena na otočnou plošinu, aby mu to umožnilo lepší pohled z různých úhlů. Během dvou nocí Steichen fotografoval sochu výhradně za svitu měsíce. Fotografie představily Rodinovu sochu v jiném světle a sám sochař to chválil a řekl, že pomohou k jeho lepšímu pochopení. Řekl Steichenovi: „Skrze tyto obrázky svět pochopí mého Balzaca. Je jako Kristus kráčející po poušti."
Steichenova série fotografií sochy byla vystavena v galerii Photo-Secession v roce 1909, poslední vlastnili společně on a Alfred Stieglitz. Také byly publikovány v časopise Camera Work v roce 1911. V obou případech se setkali s pozitivním ohlasem kritiky.
Fotograf komponoval sochu muže v plášti, mírně mimo střed a čelem k pravému rámu, na prázdné, tmavé a strašidelné místo, kde jediné světlo, které je vidět, pochází z přirozeného měsíčního svitu.

## Veřejné sbírky
Tisky této fotografie jsou v několika veřejných sbírkách, jako jsou například: Metropolitní muzeum umění v New Yorku, Muzeum umění ve Filadelfii, Minneapolis Institute of Art, Clevelandské muzeum umění, Muzeum amerického umění Amona Cartera ve Fort Worth, Muzeum J. Paula Gettyho v Los Angeles a Muzeum Orsay v Paříži.